# Spechbach-le-Bas
Spechbach-le-Bas (en alsacià Neederspachbi) és un municipi francès, situat a la regió del Gran Est, al departament de l'Alt Rin. L'any 2004 tenia 745 habitants.

## Demografia
| 1962 | 1968 | 1975 | 1982 | 1990 | 1999 |
| ---- | ---- | ---- | ---- | ---- | ---- |
| 385  | 393  | 404  | 475  | 591  | 625  |

## Administració
| Període | Identitat              | Partit |
| ------- | ---------------------- | ------ |
| 2001-   | Jean-Michel Monteillet |        |